# Felix Healy
 Patrick Joseph „Felix“ Healy (* 27. September 1955 in Derry) ist ein ehemaliger nordirischer Fußballspieler und -trainer. Als Mittelfeldspieler und Stürmer hatte er ab den 1980er-Jahren seine erfolgreichste Zeit beim Coleraine FC und Derry City. Darüber hinaus absolvierte er vier A-Länderspiele für die nordirische Nationalmannschaft und war Teil des Kaders der WM-Endrunde 1982 in Spanien. Dort wurde er jedoch nur in einem Spiel eingewechselt.

## Sportlicher Werdegang

### Vereinskarriere
Der in Nordirland geborene Healy begann unweit hinter der Grenze zu Irland seine ersten fußballerischen Schritte als Teenager bei den Sligo Rovers, bevor es ihn im Jahr 1976 zurück ins nordirische Lisburn zum Distillery FC zog. Bei dem Verein, der eine schwierige Zeit durchlief und keine eigene Heimspielstätte besaß, verbrachte Healy kein ganzes Jahr und vor Ablauf der Saison 1976/77 war er im März 1977 zum irischen Erstligisten Finn Harps gewechselt, wobei sich sein Ex-Klub aus Sligo in den restlichen Partien die Meisterschaft sicherte. Bei den Finn Harps reifte er zu einem Erstliga-Stammspieler und führte sein Team in der Saison 1977/78 zur Vizemeisterschaft. Als offensiver Mittelfeldspieler, der sich durch ein gutes Passspiel und Abgeklärtheit am Ball auszeichnete, empfahl er sich für den englischen Profifußball und der englische Viertligist Port Vale ließ sich im Oktober 1978 Healys Verpflichtung 8000 Pfund kosten. Nach zwei Jahren in der unteren Tabellenhälfte der Fourth Division nahm er im Juli 1980 die Möglichkeit, nach Nordirland zurückzukehren, wahr und unterzeichnete im Juli 1980 einen Vertrag beim von Victor Hunter trainierten Coleraine FC.
Unter Healys Mitwirkung wurden die „Bannsiders“ in der Saison 1981/82 ein ernsthafter Anwärter für das „Double“ aus irischer Meisterschaft und Pokal und scheiterte in beiden Fällen knapp am Rekordsieger Linfield FC. Seine beständig guten Leistungen im Mittelfeld wurden jedoch gerühmt und er gewann in beiden Kategorien die Auszeichnungen als Ulster Footballer of the Year (Wahl eines Fachgremiums) sowie als Nordirlands Fußballer des Jahres (Journalisten-Wahl). Damit war er plötzlich auch im Fokus der nordirischen Nationalmannschaft. Er wurde für die anstehende WM-Endrunde 1982 in Spanien nominiert, nachdem er am 27. Mai 1982 gegen Wales (0:3) debütiert hatte. Im Turnier selbst kam er in der Gruppenphase per Einwechslung für Martin O’Neill gegen Honduras (1:1) unter Trainer Billy Bingham zu einem einzigen Kurzeinsatz. Nach der Weltmeisterschaft bestritt Healy zwei letzte Länderspiele und verabschiedete sich am 13. Oktober 1982 mit einer 0:2-Niederlage gegen Österreich. Seine gute Form in Coleraine konnte Healy in der Folgezeit konservieren und gewann in den Spielzeit 1985/86 und 1986/87 den Ulster Cup. Dazu erreichte er das 1986er Endspiel im irischen Pokal, in dem er ein Elfmetertor schoss, aber letztlich mit 1:2 dem Glentoran FC unterlag. Weitere Höhepunkte waren seine acht Auftritte im Europapokal, als er zweimal traf: zunächst im September 1983 im UEFA-Pokal gegen Sparta Rotterdam (1:1) sowie drei Jahre später ebenfalls im UEFA Cup gegen den FC Stahl Brandenburg (1:1).
Im Jahr 1987 schloss sich Healy seinem Heimatklub Derry City an. Bei dem nordirischen Klub, der im irischen Ligasystem spielte, feierte Healy in der Saison 1988/89 den größten Erfolg seiner Karriere. Obwohl nunmehr schon deutlich älter als 30 Jahre, gewann er das „Triple“ aus irischer Meisterschaft, Pokal und Ligapokal, wobei er im Pokalendspiel mit seinem einzigen Treffer für die Entscheidung sorgte. Diese Titel waren zudem die ersten Trophäen für Derry City seit der Aufnahme in die irische Ligastruktur 23 Jahre zuvor. Im Oktober 1993 schloss er sich dann erneut dem Coleraine FC an, um dort als Spielertrainer zu fungieren und damit die Nachfolger von Willie McFaul anzutreten.

### Trainertätigkeiten
Nach gut etwas mehr als einem Jahr in Coleraine in der neuen Funktion zog es ihn im Dezember 1994 zu Derry City zurück, wo er nunmehr als Cheftrainer agierte. In vier Jahren als Trainer von Derry City erweiterte er seine Titelsammlung mit dem irischen Pokal 1995 und der Meisterschaft 1997, worauf sein Rücktritt im Jahr 1998 folgte. Er kehrte danach für einige Jahre dem Fußball den Rücken, bevor er plötzlich im Mai 2004 seinen Ex-Klub Finn Harps zu trainieren begann. Ihm gelang auf Anhieb mit dem Gewinn der Zweitligameisterschaft die Rückkehr ins irische Oberhaus, aber bereits im folgenden Jahr, das den direkten Wiederabstieg als Tabellenletzter einbrachte, wurde er im Juli 2005 entlassen.

### Aktivitäten jenseits des Fußballs
Parallel zu seiner Fußballerkarriere in Nordirland arbeitete Healy als Metzger. Dazu frönte er seinem Hobby als Sänger und trat dazu in Gaststätten und Klubs auf. Zudem sang er in einer lokalen Produktion von Grease.

## Titel/Auszeichnungen

### Als Spieler
- Nordirlands Fußballer des Jahres (1): 1981/82
- Ulster Footballer of the Year (1): 1981/82
- Ulster Cup (2): 1985/86, 1986/87
- Irische Meisterschaft (1): 1988/89
- Irischer Pokal (1): 1988/89
- Irischer Ligapokal (2): 1988/89, 1990/91

### Als Trainer
- Irische Meisterschaft (1): 1996/97
- Irischer Pokal (1): 1994/95